# Каштан Воїнственського
Ботанічна пам'ятка природи місцевого значення «Каштан Воїнственського» (втрачена) була оголошена рішенням Київської міської ради від 27 листопада 2009 року N 713/2782 «Про оголошення об'єктів природно-заповідного фонду пам'ятками природи місцевого значення у м. Києві» (м. Київ, вул. Б. Хмельницького, 13/2). Дерево мало близько 100 років.. У 2013 році з'явилася загроза загибелі дерева в результаті розходження його двох стовбурів. 21 травня стовбури були зв'язані міцним тросом та заплановано лікування тріщини. Але 3 червня дерево розкололося й створило небезпечну ситуацію, 4 червня 2013 року його стовбури були спиляні.
Юридичне скасування пам'ятки не відбулось.

## Галерея

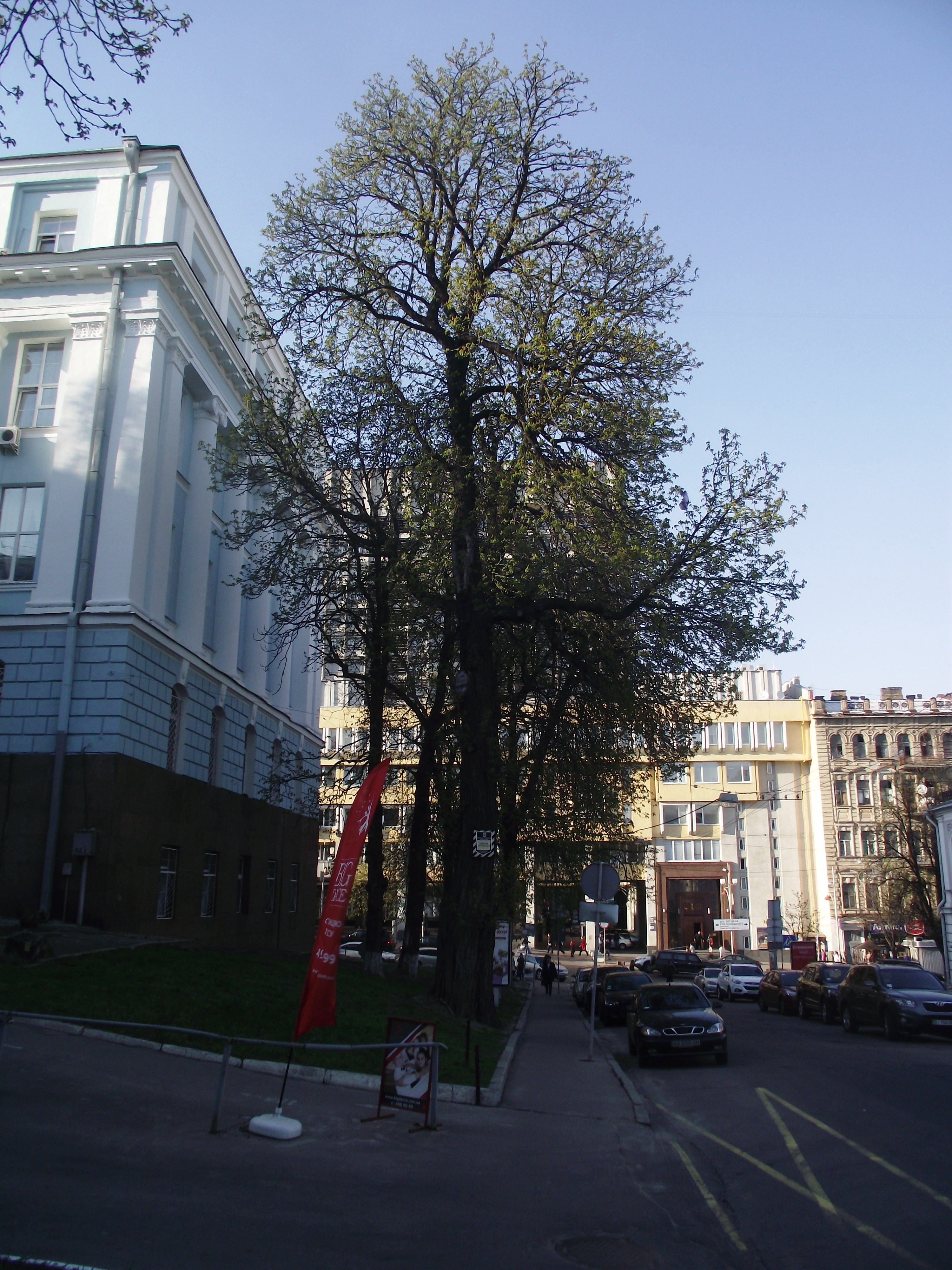
23 квітня 2013 р.
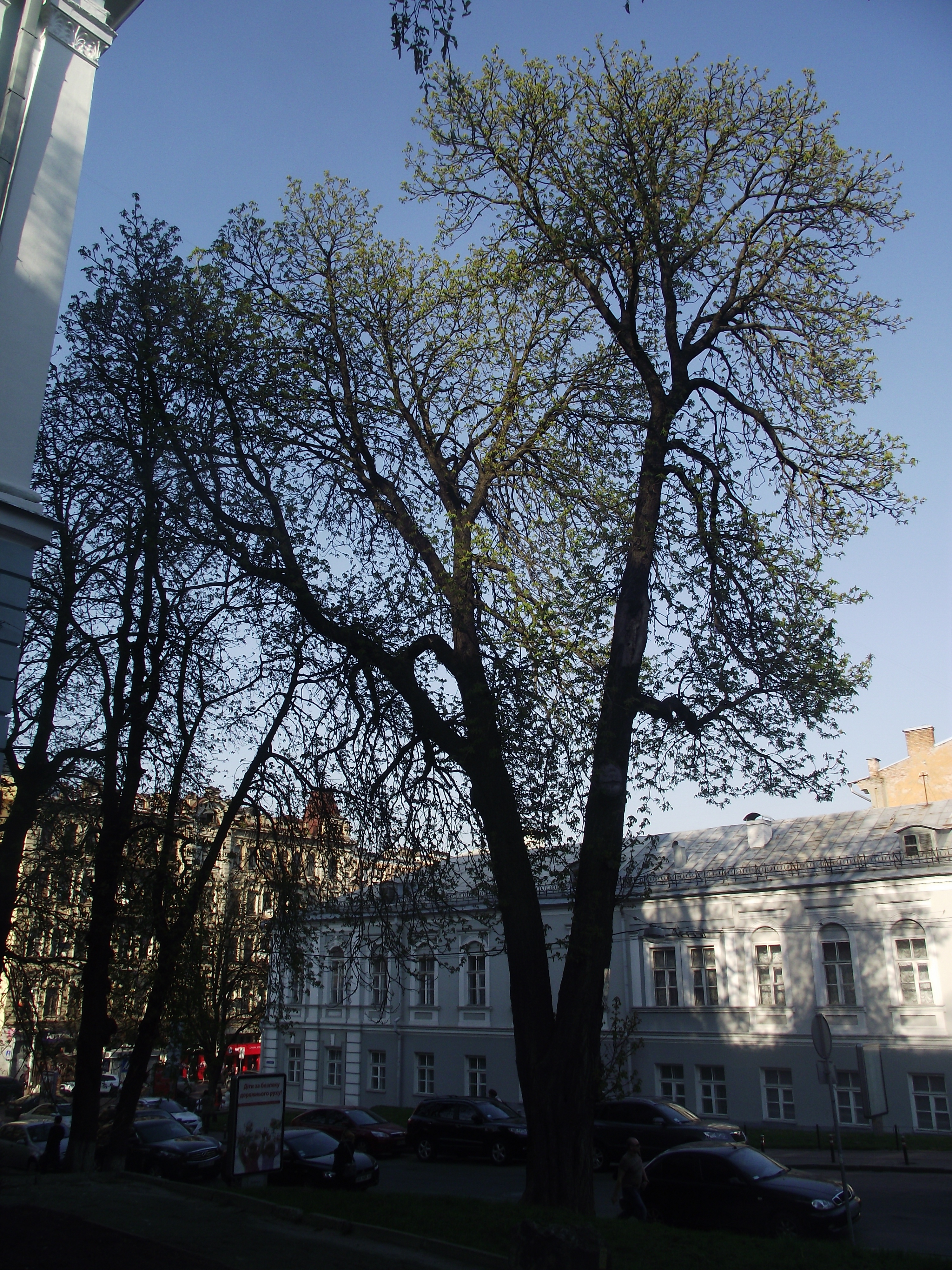
23 квітня 2013 р.
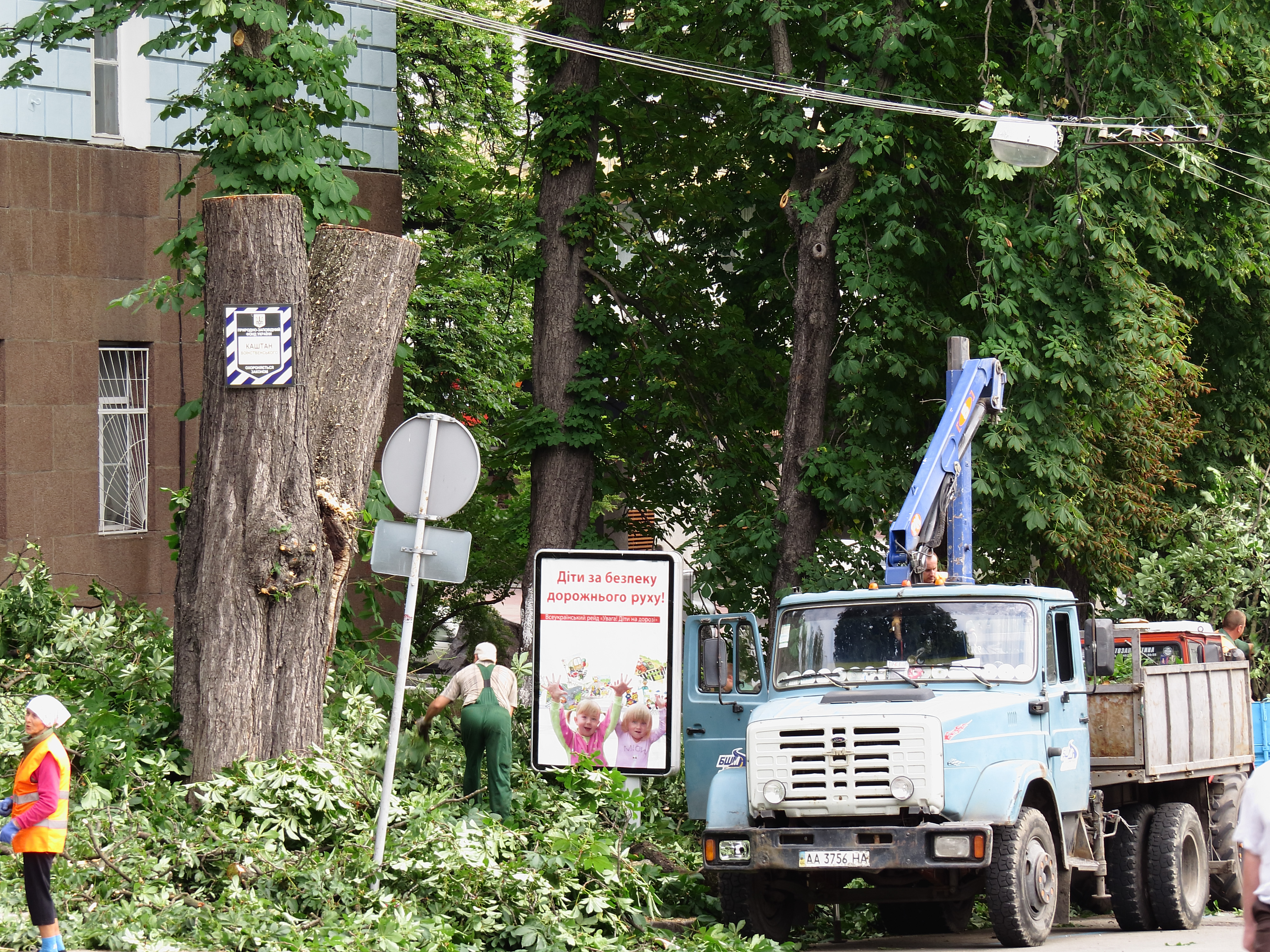
4 червня 2013 р.
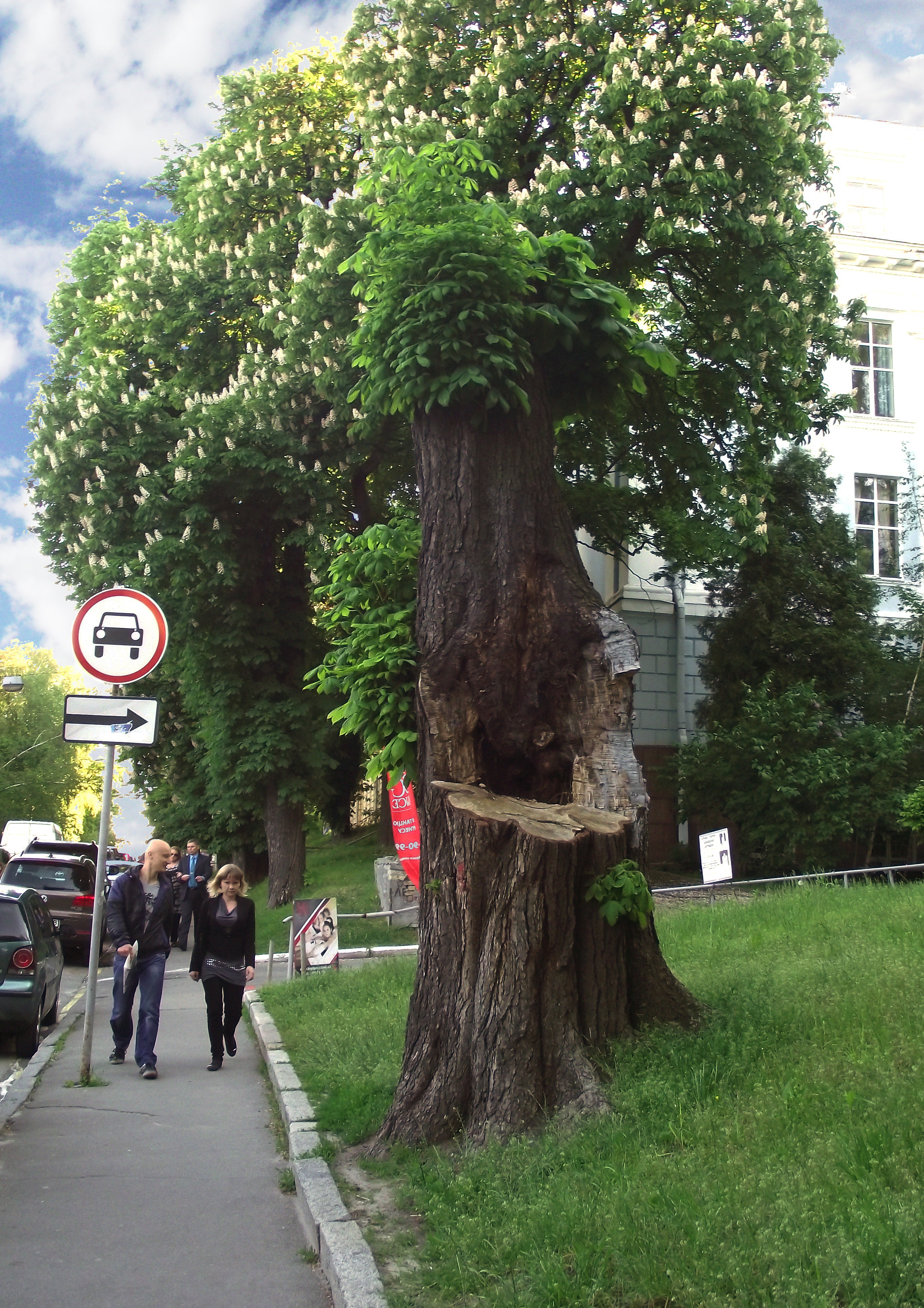
15 травня 2014 р.
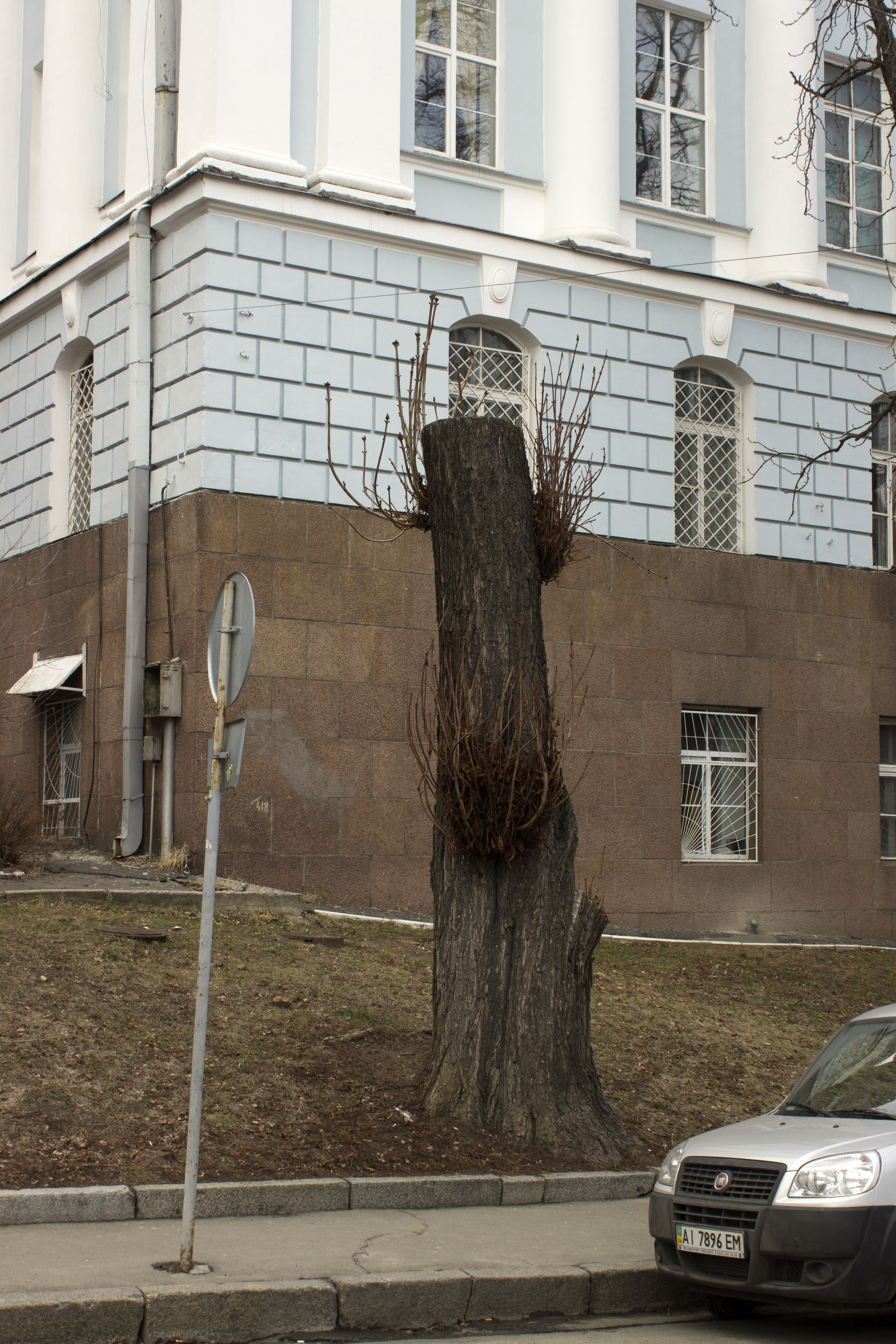
7 березня 2015 р.
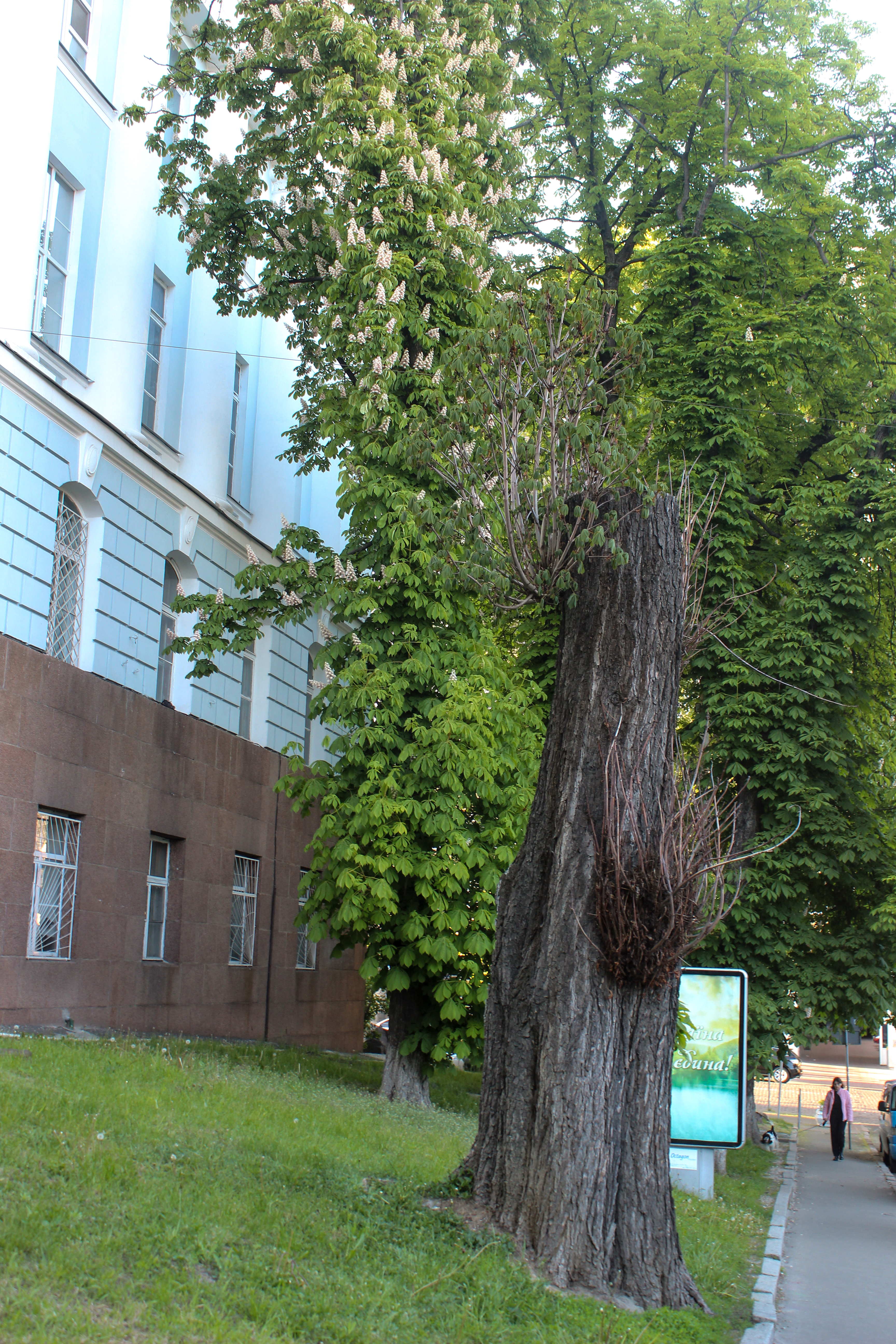
6 травня 2016 р.
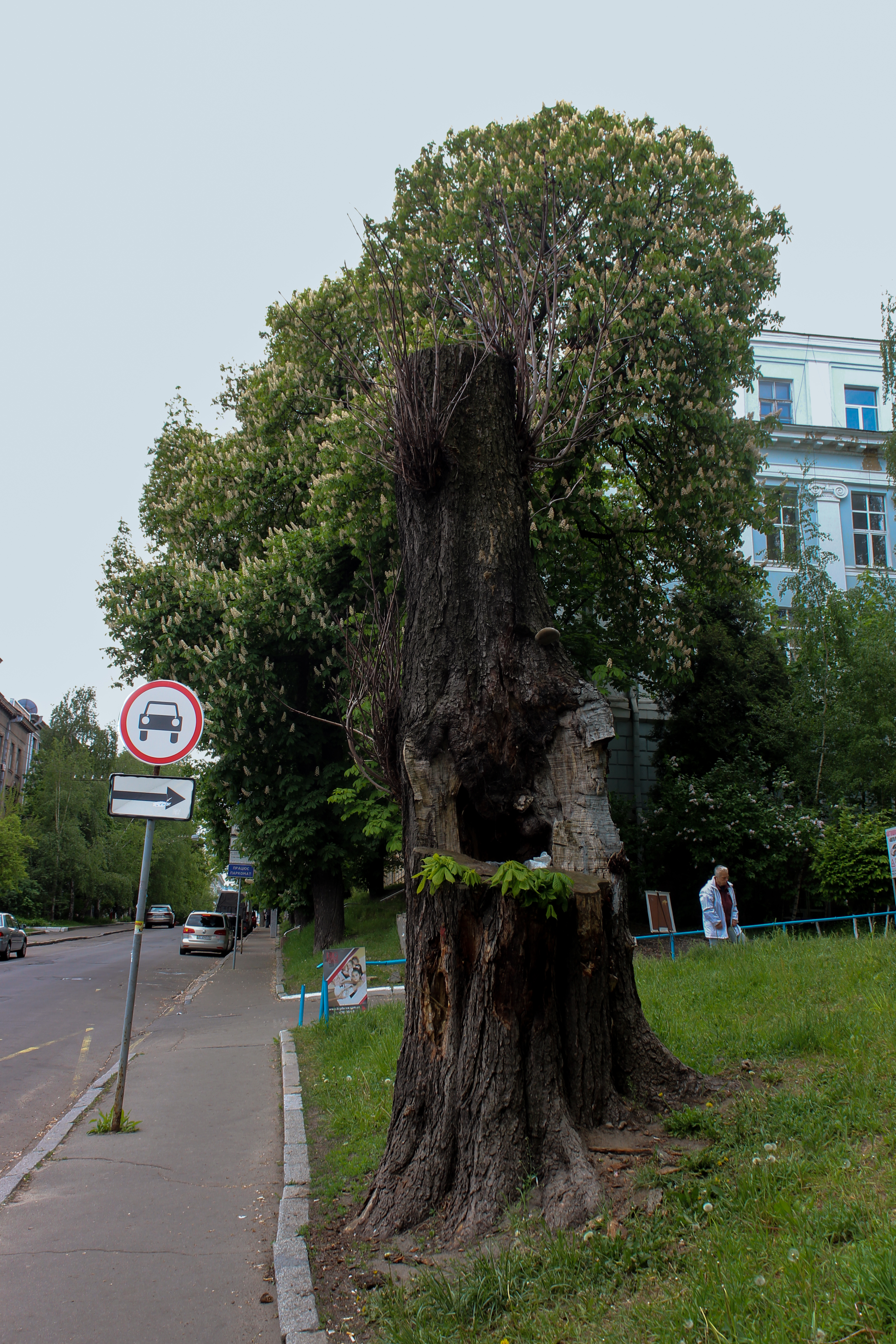
9 травня 2017 р.